# Portezuelo (La Rioja)
El Portezuelo (también llamada Portezuelo) es una localidad del Departamento General Juan Facundo Quiroga de la provincia de La Rioja, Argentina.

## Características de la localidad
El Portezuelo está ubicada a unos 10 km hacia el oeste de la localidad de Malanzán, cabecera del departamento, en el punto de intersección de la ruta provincial N.º 29 y la ruta provincial N.º 20, aproximadamente en la ubicación 30°50′11″S 66°41′40″O / -30.83639, -66.69444.
Cuenta con cinco establecimientos educativos de varios niveles que incluyen un jardín de infantes y un colegio para adultos y un centro distrital de atención de salud.

## Puntos de interés

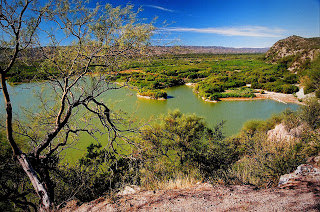
Dique El Portezuelo

Hacia el sur de la localidad se encuentra el dique El Portezuelo, cuya construcción finalizó en el año 1974. En sus aguas se practica la pesca del pejerrey. Dado que esta práctica alcanzó cierta difusión, durante el mes de febrero de cada año se realiza un festival vinculado a esta actividad deportiva.
A poca distancia y en cercanías de la ruta que une El Portezuelo con Malanzán, dentro de un terreno privado, se encuentra una gran laja con petroglifos y morteros comunitarios aborígenes, que constituyen una evidencia de la población estable precolombina de la región. Según la opinión de investigadores que estudiaron estos y otros vestigios de la zona, el poblamiento inicial fue olongasta.

## Población
Por el número de habitantes, es la segunda localidad del departamento. Cuenta con 1,017 habitantes (Indec, 2010), lo que representa un incremento del 13,7% frente a los 894 habitantes (Indec, 2001) del censo anterior.
| Gráfica de evolución demográfica de Portezuelo entre 1991 y 2010 |
|                                                                  |
| Fuente: Censos nacionales del INDEC                              |

## Sismicidad
La sismicidad de la región de La Rioja es frecuente y de intensidad baja, y un silencio sísmico de terremotos medios a graves cada 30 años en áreas aleatorias.